# Acraea silia
Acraea silia är en fjärilsart som beskrevs av Paul Mabille 1885-1887. Acraea silia ingår i släktet Acraea och familjen praktfjärilar. Inga underarter finns listade i Catalogue of Life.